# Litke Nunatak
Litke Nunatak är en nunatak i Antarktis. Den ligger i Östantarktis. Australien gör anspråk på området. Toppen på Litke Nunatak är 1 344 meter över havet.
Terrängen runt Litke Nunatak är lite kuperad, och sluttar norrut. Trakten är obefolkad. Det finns inga samhällen i närheten.